# Gornji Draganec
Gornji Draganec is een plaats in de gemeente Čazma in de Kroatische provincie Bjelovar-Bilogora. De plaats telt 393 inwoners (2001).